# Georgij Sjengelija
Georgij Sjengelija (russisk: Михайлович) (født 11. maj 1960 i Moskva i Sovjetunionen) er en russisk filminstruktør.

## Filmografi
- Menjaly (Менялы, 1992)[1][2]
- Klassik (Классик, 1998)
- Musorsjjik (Мусорщик, 2001)